# The Journal of Law and Economics
The Journal of Law and Economics (JLE) ist eine vierteljährlich erscheinende, wirtschaftswissenschaftliche Fachzeitschrift. Sie wird seit 1958 vom US-amerikanischen Verlag University of Chicago Press herausgegeben. Themenfeld ist die ökonomische Analyse des Rechts, also Analysen zum Ausgestaltung von Unternehmensregulierungen, Industrieökonomik oder dem rechtsökonomischen Prozess.

## Rezeption
Eine Studie der französischen Ökonomen Pierre-Phillippe Combes und Laurent Linnemer listet das Journal mit Rang 27 von 600 wirtschaftswissenschaftlichen Zeitschriften in die drittbeste Kategorie A ein.

## Redaktion
Zurzeit (2025) leiten die Ökonomen Elliott Ash, Dennis W. Carlton, Dhammika Dharmapala, Richard Holden, Nathan Miller und Sam Peltzman das Journal.